# Liste der Botschafter der Vereinigten Staaten in den Niederlanden
Die Liste der Botschafter der Vereinigten Staaten in den Niederlanden bietet einen Überblick über die Leiter der US-amerikanischen diplomatischen Vertretung in den Niederlanden seit der Aufnahme diplomatischer Beziehungen.

## Botschafter
| Nummer | Name                          | Status | Amtsantritt                            | Beendigung                                               |
| ------ | ----------------------------- | --- | -------------------------------------- | -------------------------------------------------------- |
| 1      | John Adams                    | Minister Plenipotentiary                                                                                     | 19. April 1782                         | 30. März 1788                                            |
| 2      | William Livingston            | Minister Plenipotentiary                                                                                     | trat den Posten nicht an               |                                                          |
| 3      | John Rutledge                 | Minister Plenipotentiary                                                                                     | trat den Posten nicht an               |                                                          |
| 4      | William Short                 | Minister Plenipotentiary                                                                                     | 18. Juni 1792                          | 19. Dezember 1792                                        |
| 5      | John Quincy Adams             | Minister Plenipotentiary                                                                                     | 6. November 1794                       | 20. Juni 1797                                            |
| 6      | William Vans Murray           | Minister Plenipotentiary                                                                                     | 20. Juni 1797                          | 2. September 1801                                        |
| 7      | William Eustis                | Envoy Extraordinary and Minister Plenipotentiary                                                             | 20. Juli 1815                          | 5. Mai 1818                                              |
| 8      | Alexander H. Everett          | Chargé d’affaires                                                                                            | 4. Januar 1819                         | 7. April 1824                                            |
| 9      | Christopher Hughes            | Chargé d’affaires                                                                                            | 10. Juli 1826                          | 28. Januar 1830                                          |
| 10     | William Pitt Preble           | Envoy Extraordinary and Minister Plenipotentiary                                                             | 28. Januar 1830                        | 2. Mai 1831                                              |
| 11     | Auguste Davezac               | Chargé d’affaires                                                                                            | 30. Dezember 1831                      | 13. Juli 1839                                            |
| 12     | Harmanus Bleecker             | Chargé d’affaires                                                                                            | 13. Juli 1839                          | 22. August 1842                                          |
| 13     | Christopher Hughes            | Chargé d’affaires, zum zweiten Mal                                                                           | 22. August 1842                        | 28. Juni 1845                                            |
| 14     | Auguste Davezac               | Chargé d’affaires, zum zweiten Mal                                                                           | 28. Juni 1845                          | 16. September 1850                                       |
| 15     | George Folsom                 | Chargé d’affaires                                                                                            | 16. September 1850                     | 11. Oktober 1853                                         |
| 16     | August Belmont                | Chargé d’affaires, ab 1854 Minister Resident                                                                 | 11. Oktober 1853                       | 22. September 1857                                       |
| 17     | Henry C. Murphy               | Minister Resident                                                                                            | 24. September 1857                     | 8. Juni 1861                                             |
| 18     | James S. Pike                 | Minister Resident                                                                                            | 8. Juni 1861                           | 29. Mai 1866                                             |
| 19     | Daniel E. Sickles             | Minister Resident                                                                                            | trat den Posten nicht an               |                                                          |
| 20     | John A. Dix                   | Minister Resident                                                                                            | trat den Posten nicht an               |                                                          |
| 21     | Albert Rhodes                 | Chargé d’affaires                                                                                            | 19. Oktober 1866                       | 1. Dezember 1866                                         |
| 22     | Hugh Ewing                    | Minister Resident                                                                                            | 1. Dezember 1866                       | 31. Oktober 1870                                         |
| 23     | Joseph P. Root                | Minister Resident                                                                                            | seine Nominierung wurde zurückgenommen |                                                          |
| 24     | Charles T. Gorham             | Minister Resident                                                                                            | 15. Dezember 15, 1870                  | 9. Juli 1875                                             |
| 25     | Francis B. Stockbridge        | Minister Resident                                                                                            | trat den Posten nicht an               |                                                          |
| 26     | James Birney                  | Minister Resident                                                                                            | 29. März 1876                          | 20. April 1882                                           |
| 27     | William L. Dayton, Jr.        | Minister Resident                                                                                            | 26. September 1882                     | 8. Juni 1885                                             |
| 28     | Isaac Bell, Jr.               | Minister Resident                                                                                            | 8. Juni 1885                           | 29. April 1888                                           |
| 29     | Robert B. Roosevelt           | zunächst Minister Resident, ab 1888 Envoy Extraordinary and Minister Plenipotentiary                         | 10. August 1888                        | Mai 17, 1889                                             |
| 30     | Samuel R. Thayer              | Envoy Extraordinary and Minister Plenipotentiary                                                             | 24. Mai 1889                           | 7. August 1893                                           |
| 31     | William E. Quinby             | Envoy Extraordinary and Minister Plenipotentiary                                                             | 11. August 11, 1893                    | 26. Juli 1897                                            |
| 32     | Stanford Newel                | Envoy Extraordinary and Minister Plenipotentiary                                                             | 19. August 1897                        | 30. Juni 1905                                            |
| 33     | David J. Hill                 | Envoy Extraordinary and Minister Plenipotentiary                                                             | 15. Juli 1905                          | 1. Juni 1908                                             |
| 34     | Arthur M. Beaupre             | Envoy Extraordinary and Minister Plenipotentiary                                                             | 15. Juni 1908                          | 25. September 1911                                       |
| 35     | Lloyd Bryce                   | Envoy Extraordinary and Minister Plenipotentiary                                                             | 16. November 1911                      | 10. September 1913                                       |
| 36     | Henry van Dyke                | Envoy Extraordinary and Minister Plenipotentiary                                                             | 15. Oktober 1913                       | 11. Januar 1917                                          |
| 37     | John W. Garrett               | Envoy Extraordinary and Minister Plenipotentiary                                                             | 11. Oktober 1917                       | 18. Juni 1919                                            |
| 38     | William Phillips              | Envoy Extraordinary and Minister Plenipotentiary                                                             | 23. April 1920                         | 11. April 1922                                           |
| 39     | Richard M. Tobin              | Envoy Extraordinary and Minister Plenipotentiary                                                             | 1. Mai 1923                            | 29. August 1929                                          |
| 40     | Gerrit John Diekema           | Envoy Extraordinary and Minister Plenipotentiary                                                             | 20. November 1929                      | am 20. Dezember 1930 in Ausübung seines Amtes verstorben |
| 41     | Laurits S. Swenson            | Envoy Extraordinary and Minister Plenipotentiary                                                             | 29. April 1931                         | 5. März 1934                                             |
| 42     | Grenville T. Emmet            | Envoy Extraordinary and Minister Plenipotentiary                                                             | 21. März 1934                          | 21. August 1937                                          |
| 43     | George A. Gordon              | Envoy Extraordinary and Minister Plenipotentiary                                                             | 10. September 1937                     | 16. Juli 1940                                            |
| 44     | Anthony J. Drexel Biddle, Jr. | Envoy Extraordinary and Minister Plenipotentiary bis 1942, dann Ambassador Extraordinary and Plenipotentiary | 1. Dezember 1943                       |                                                          |
| 45     | Stanley K. Hornbeck           | Ambassador Extraordinary and Plenipotentiary                                                                 | 8. Dezember 1944                       | 7. März 1947                                             |
| 46     | Herman B. Baruch              | Ambassador Extraordinary and Plenipotentiary                                                                 | 12. April 1947                         | 26. August 1949                                          |
| 47     | Selden Chapin                 | Ambassador Extraordinary and Plenipotentiary                                                                 | 27. Oktober 1949                       | 30. Oktober 1953                                         |
| 48     | H. Freeman Matthews           | Ambassador Extraordinary and Plenipotentiary                                                                 | 25. November 1953                      | 11. Juni 1957                                            |
| 49     | Philip Young                  | Ambassador Extraordinary and Plenipotentiary                                                                 | 27. Juni 1957                          | 20. Dezember 1960                                        |
| 50     | John S. Rice                  | Ambassador Extraordinary and Plenipotentiary                                                                 | 6. Mai 1961                            | 27. Mai 1964                                             |
| 51     | William R. Tyler              | Ambassador Extraordinary and Plenipotentiary                                                                 | 23. Juni 1965                          | 20. Juni 1969                                            |
| 52     | J. William Middendorf II      | Ambassador Extraordinary and Plenipotentiary                                                                 | 9. Juli 1969                           | 10. Juni 1973                                            |
| 53     | Kingdon Gould, Jr.            | Ambassador Extraordinary and Plenipotentiary                                                                 | 18. Oktober 1973                       | 30. September 1976                                       |
| 54     | Robert J. McCloskey           | Ambassador Extraordinary and Plenipotentiary                                                                 | 22. Oktober 1976                       | 10. März 1978                                            |
| 55     | Geri M. Joseph                | Ambassador Extraordinary and Plenipotentiary                                                                 | 6. September 1978                      | 17. Juni 1981                                            |
| 56     | William J. Dyess              | Ambassador Extraordinary and Plenipotentiary                                                                 | 2. September 1982                      | 19. Juli 1983                                            |
| 57     | L. Paul Bremer                | Ambassador Extraordinary and Plenipotentiary                                                                 | 31. August 1983                        | 25. August 1986                                          |
| 58     | John Shad                     | Ambassador Extraordinary and Plenipotentiary                                                                 | 24. Juni 1987                          | 23. Februar 1989                                         |
| 59     | C. Howard Wilkins, Jr.        | Ambassador Extraordinary and Plenipotentiary                                                                 | 13. Juli 1989                          | 11. Juli 1992                                            |
| 60     | K. Terry Dornbush             | Ambassador Extraordinary and Plenipotentiary                                                                 | 16. März 1994                          | 28. Juli 1998                                            |
| 61     | Cynthia P. Schneider          | Ambassador Extraordinary and Plenipotentiary                                                                 | 2. September 1998                      | 17. Juni 2001                                            |
| 62     | Clifford Sobel                | Ambassador Extraordinary and Plenipotentiary                                                                 | 6. Dezember 2001                       | 24. August 2005                                          |
| 63     | Roland Arnall                 | Ambassador Extraordinary and Plenipotentiary                                                                 | 8. März 2006                           | 7. März 2008                                             |
| 64     | James Culbertson              | Ambassador Extraordinary and Plenipotentiary                                                                 | 10. Juli 2008                          | 20. Januar 2009                                          |
| 65     | Fay Hartog-Levin              | Ambassador Extraordinary and Plenipotentiary                                                                 | 19. August 2009                        | 1. September 2011                                        |
| 66     | Timothy M. Broas              | Ambassador Extraordinary and Plenipotentiary                                                                 | 19. März 2014                          | 12. Februar 2016                                         |
| 67     | Adam Sterling                 | Chargé d’affaires                                                                                            | 12. Februar 2016                       | 29. Juli 2016                                            |
| 68     | Shawn Crowley                 | Chargé d’affaires                                                                                            | 29. Juli 2016                          | 10. Januar 2018                                          |
| 69     | Pete Hoekstra                 | Ambassador Extraordinary and Plenipotentiary                                                                 | 10. Januar 2018                        | 17. Januar 2021                                          |
| 70     | Marja Verloop                 | Chargé d’affaires                                                                                            | seit 17. Januar 2021                   |                                                          |